# Knut Sandelin
Knut Axel Edmund Sandelin, född den 22 april 1887 i Frykeruds församling, Värmlands län, död den 19 mars 1979 i Uppsala, var en svensk ämbetsman.
Sandelin avlade mogenhetsexamen 1905 och kansliexamen vid Uppsala universitet 1909. Han blev extra ordinarie landskontorist i Värmlands län 1910, extra länsbokhållare i Älvsborgs län 1915, länsbokhållare av första klassen där 1917 och länsassessor i Gävleborgs län 1925, i Älvsborgs län 1928. Sandelin var landskamrerare i Uppsala län 1935–1953. Han blev riddare av Nordstjärneorden 1940 och kommendör av andra klassen av samma orden 1948.